# ヨハン・ミナ
ヨアン・アンドレー・ミナ・メンドーサ（スペイン語: Johan Andreé Mina Mendoza、2002年5月15日 - ）は、エクアドル・グアヤス県グアヤキル出身のサッカー選手。ドイツ・ブンデスリーガ・ヴェルダー・ブレーメン所属。ポジションはFW。

## クラブ経歴
地元グアヤキルに本拠地を置くCSエメレクのユースチームで台頭し、各世代のユース代表でゴールを量産。2019年にはU-17のエクアドル代表での活躍で、ヨーロッパの有力チームのスカウト陣から注目を集める。
2020年6月5日、ドイツ・ブンデスリーガのヴェルダー・ブレーメンと契約し、2020-21シーズンより加入することが発表された。

## 代表歴
2019年にペルーでの開催された南米U-17選手権に、U-17のエクアドル代表として出場。8試合で6ゴールを決め、得点王を獲得。同年にブラジルで開催された2019 FIFA U-17ワールドカップの出場に導き、本大会では決勝トーナメント進出に貢献。2020年には2020年東京オリンピック出場権を賭けたCONMEBOLプレオリンピック大会に、U-23代表で出場した。

## 人物
- 父は元サッカー選手のホアキン・ミナで、CSエメレクなどでプレーした。